# أفيتو
أفيتو هو موقع إلكتروني للإعلانات التجارية تابع لمجموعة شیبستد النرويجية وقد أطلق التطبيق سنة 2012 وكما استطاع الموقع أن يحاز على الترتيب الخامس كأكثر المواقع الإلكترونية الأكثر زيارة بالمغرب بحوالي ستة ملايين زائر. يُدار الموقع على يد زكاريا غسولي منذ 2017 ومن أهم الشخصيات الذين يديرون الموقع حبيبة بن جلون تويمي، ياسين زياد، سعد بوشهبون، بدر بوسليخان.